# آلمارا
آلمارا (به لاتین: Almara) یک منطقهٔ مسکونی در افغانستان است که در ولایت خوست واقع شده‌است.